# Passaloecus
Passaloecus ist eine Gattung der Grabwespen (Spheciformes) aus der Familie Crabronidae. Die Gattung ist holarktisch verbreitet, 15 Arten sind in Europa vertreten.

## Merkmale
Die kleinen, maximal 6,5 Millimeter langen Grabwespen haben einen schwarzen Körper mit ungestieltem Hinterleib. Sie haben Ähnlichkeit mit den nahe verwandten Gattungen Diodontus und Polemistus, unterscheiden sich jedoch von diesen durch ihren schlankeren Körperbau, die im spitzen Winkel vorgezogene Lamelle des Labrums und die unbedornten Schienen (Tibien) der Hinterbeine. Die Pleura des Mesonotums trägt eine einfache, manchmal doppelte vertikale Punktreihe. Bei den Weibchen ist am letzten Hinterleibssegment kein Pygidialfeld ausgebildet, bei den Männchen ist das Hinterleibsende in einem stachelartigen, nach oben gerichteten Fortsatz ausgezogen. Die Mandibeln der Weibchen sind mit einer Wachsschicht überzogen, distal erweitert und innenseitig mit einer Aushöhlung versehen, die mit starken Borsten umgeben ist.

## Lebensweise
Die Weibchen legen ihre Nester in ausgetrockneten, meist markhaltigen Zweigen, Stroh- oder Schilfhalmen, Bohrgängen in Holz und Rinde oder Pflanzengallen an. Nicht selten findet man die Nester auch in Nisthilfen. Von einer mitteleuropäischen Art, Passaloecus pictus, ist bekannt, dass sie ihr Nest in sandigen Böden anlegt. Die Brut wird mit Blattläusen versorgt. Diese werden mit den Mandibeln getötet oder vermutlich im Flug mit dem Stachel betäubt. Die Zellzwischenwände und der Nestverschluss werden entweder mit Harz von Nadelbäumen, oder Erde oder Sand, vermischt mit Harz angefertigt. Die Weibchen können das Harz durch ihre modifizierten Mandibeln bearbeiten, das sie vermutlich von Kiefernnadeln gewinnen. Bei manchen Arten stehlen Weibchen Beute sowohl von Artgenossinnen als auch von anderen Arten.
In Mitteleuropa entwickeln sich häufig zwei Generationen pro Jahr. Die Imagines mehrere Arten sind Blütenbesucher, fressen aber auch Honigtau. Parasitoide sind von den Schlupfwespen, Erzwespen und Goldwespen bekannt.

### Balzverhalten
Bei manchen Arten haben die Männchen ein besonderes Balzverhalten entwickelt. Das Weibchen wird mit nach vorne gerichteten Fühlern beobachtet und dann plötzlich angesprungen. Am Rücken des Weibchens halten sie sich mit etwas Körperabstand mit den vorderen und mittleren Beinen am Thorax fest und strecken dabei ihre Hinterbeine nach hinten. Das Weibchen versucht anfangs zu flüchten, beruhigt sich aber nach einiger Zeit. Das Männchen rückt dann mit dem Körper nach vorne und pendelt den Vorderkörper drei bis vier Mal seitlich und senkt die Fühler nahezu parallel zwischen die des Weibchens. Nach und nach geht das seitliche Pendeln in eine Auf- und Abbewegung des Vorderkörpers über und trommeln die Fühlerenden in hoher Frequenz nach unten, in die Luft, gegen den Boden oder auch gegen das Gesicht des Weibchens. Das Männchen berührt dabei auch die Stirn oder den Scheitel der Weibchen mit dem Mund, bei dem die Mandibeln geöffnet sind. Wenn der Vorderkörper nach oben schwingt, werden die basalen Glieder der weiblichen Fühler gepackt und rasch nach oben gezogen, wodurch die Fühler durch die Mandibeln gleiten. Das Weibchen folgt den Auf- und Abwärtsbewegungen des Männchens. Nach mehrmaligem Auf und Ab folgt manchmal eine Pause, in der die Flügel geschwirrt werden. In weiterer Folge spreizt das Männchen seine Fühler weiter auseinander und schwingt sie nach außen um in einer engen Schlinge die Fühler des Weibchens zu umfassen. Die Schlingen werden dann nach oben über die Fühlerspitzen des Weibchens geführt. Anschließend erfolgt die Kopulation. Nach deren Beginn dreht sich das Männchen sofort seitlich vom Weibchen weg und nimmt eine Position Hinterleibsende an Hinterleibsende an. Die Paarung dauert 10 bis 30 Minuten, während der das Männchen mehrmals seinen Körper krampfartig bewegt. Am Ende läuft das Männchen abrupt weg. Nach der Paarung putzen sich beide Partner ausgiebig und dabei kann das Weibchen ihr Hinterleibsende bis auf die Oberseite des Thorax und des Kopfes nach vorne krümmen.

## Arten (Europa)
- Passaloecus australis Merisuo, 1976
- Passaloecus borealis Dahlbom, 1844
- Passaloecus brevilabris Wolf, 1958
- Passaloecus clypealis Faester, 1947
- Passaloecus corniger Shuckard, 1837
- Passaloecus eremita Kohl, 1893
- Passaloecus gracilis Curtis, 1834
- Passaloecus insignis (Vander Linden, 1829)
- Passaloecus longiceps Merisuo, 1973
- Passaloecus monilicornis Dahlbom, 1842
- Passaloecus pictus Ribaut, 1952
- Passaloecus ribauti Merisuo, 1974
- Passaloecus singularis Dahlbom, 1844
- Passaloecus turionum Dahlbom, 1844
- Passaloecus vandeli Ribaut, 1952

## Belege